# Jüdischer Friedhof (Fröndenberg)

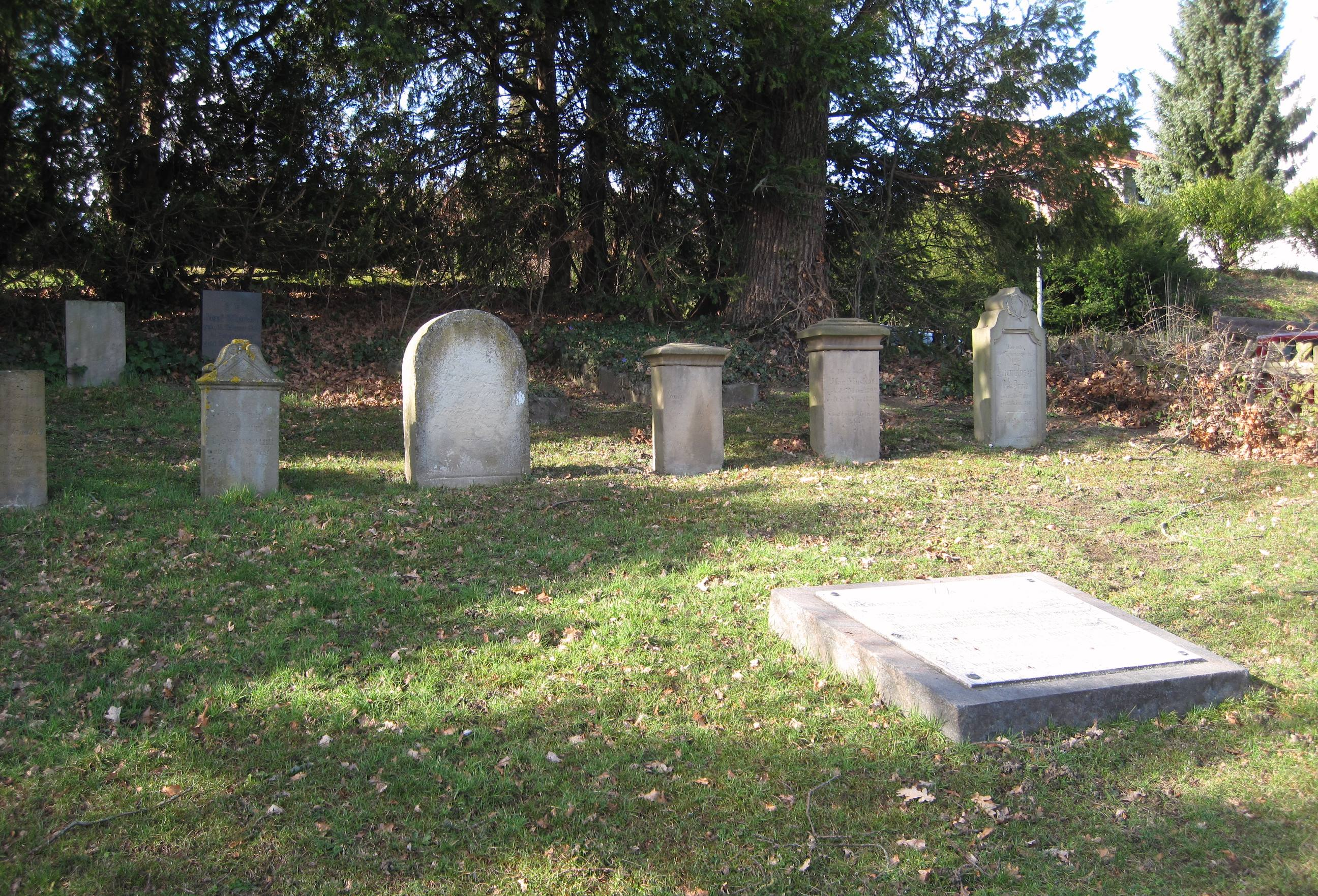
Der Jüdische Friedhof

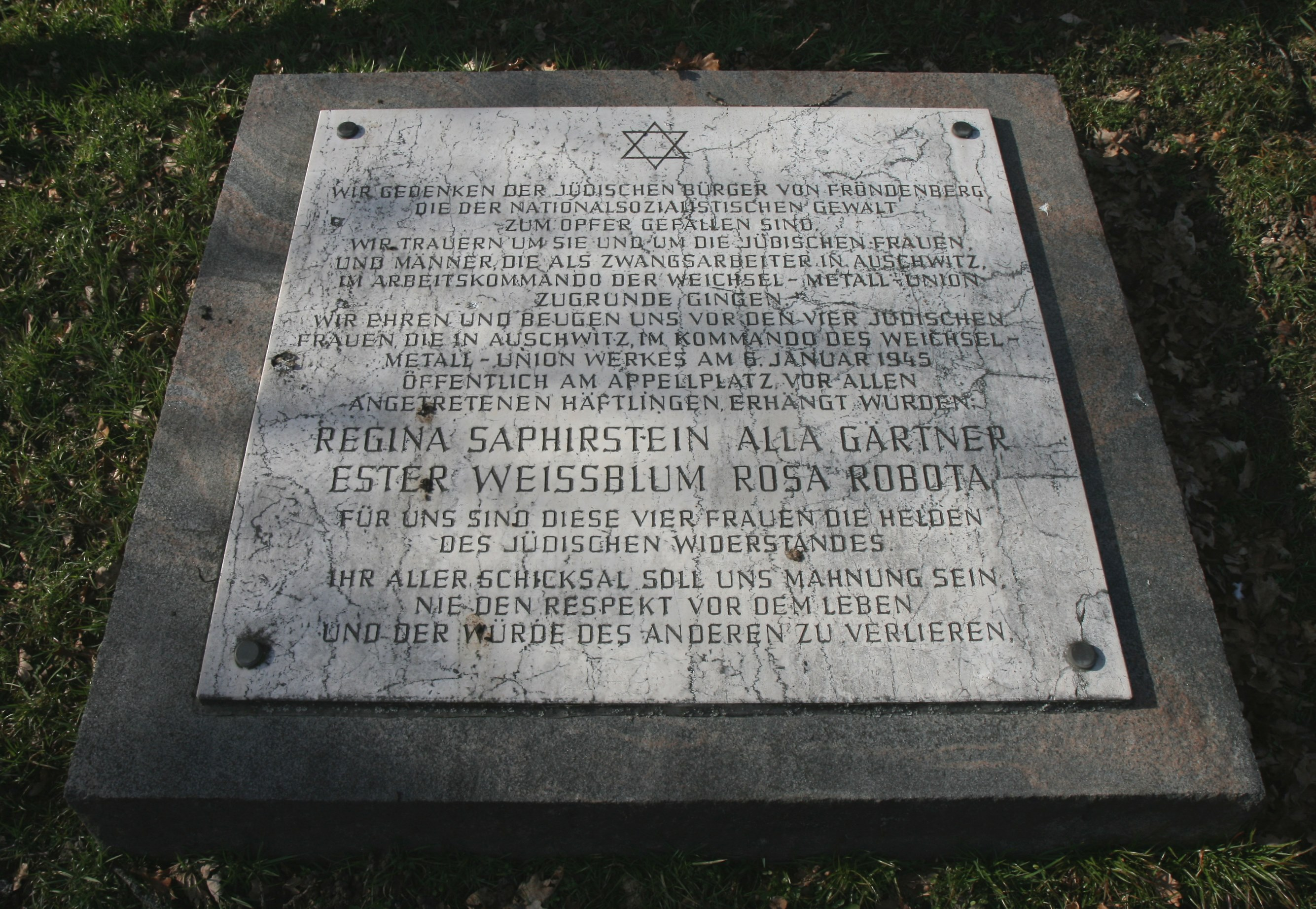
Gedenktafel

Der Jüdische Friedhof Fröndenberg befindet sich in Fröndenberg, einer Stadt im Kreis Unna (Nordrhein-Westfalen). Er liegt in der Springstraße oberhalb des Hauses 4a.
In der Zeit von 1844 bis 1945 diente er als Begräbnisstätte der jüdischen Gemeinde. Er ist 369 m² groß. Es sind lediglich 16 Grabsteine erhalten geblieben.
Bei den noch vorhandenen Grabsteinen fehlen teilweise die Inschriften. Eine Gedenktafel für NS-Opfer wurde 2010 wieder restauriert.